# Stad (schiereiland)

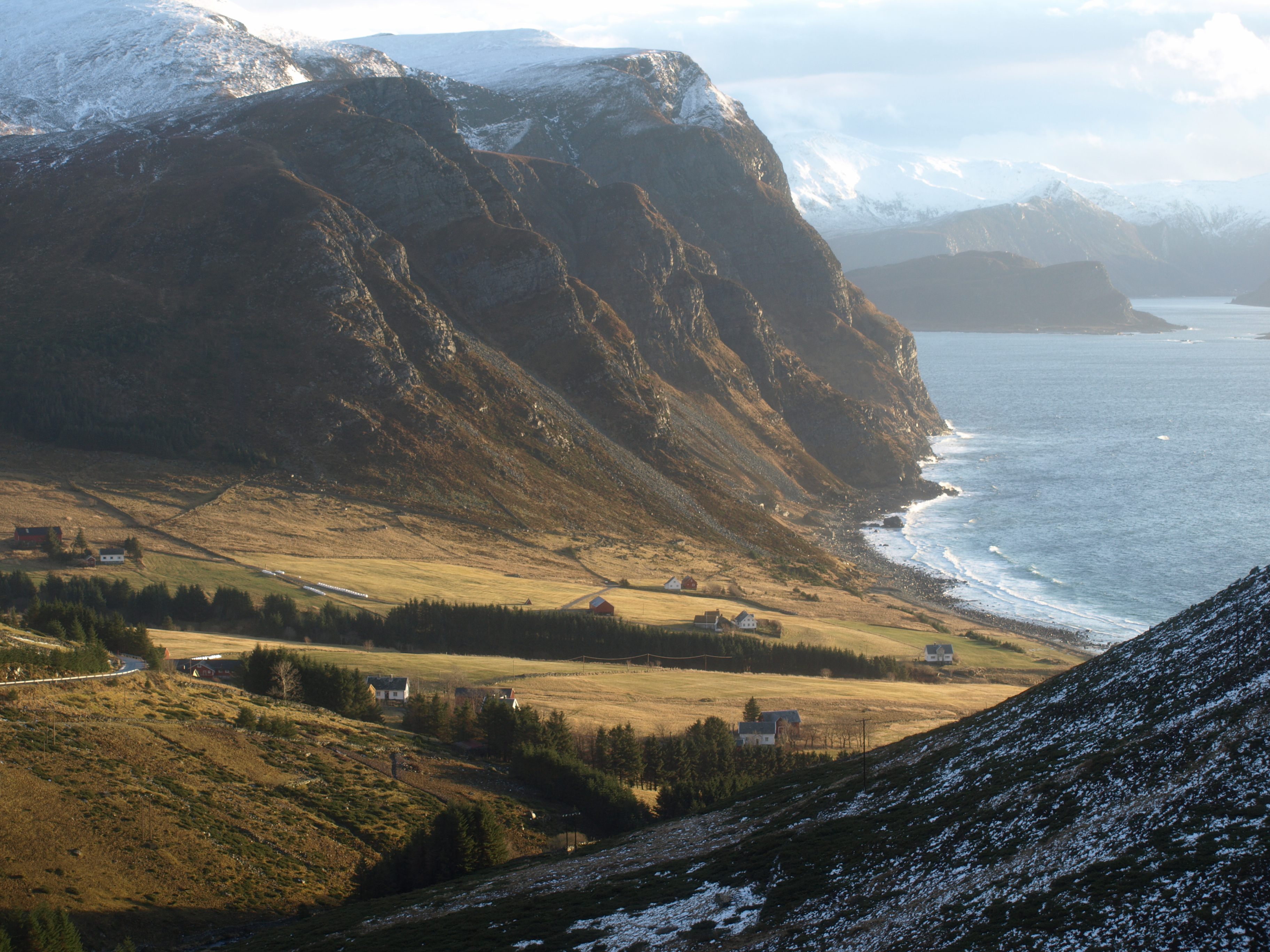
De Vikingen sleepten hun schepen over het schiereiland, van Leikanger naar Drage (op de voorgrond)

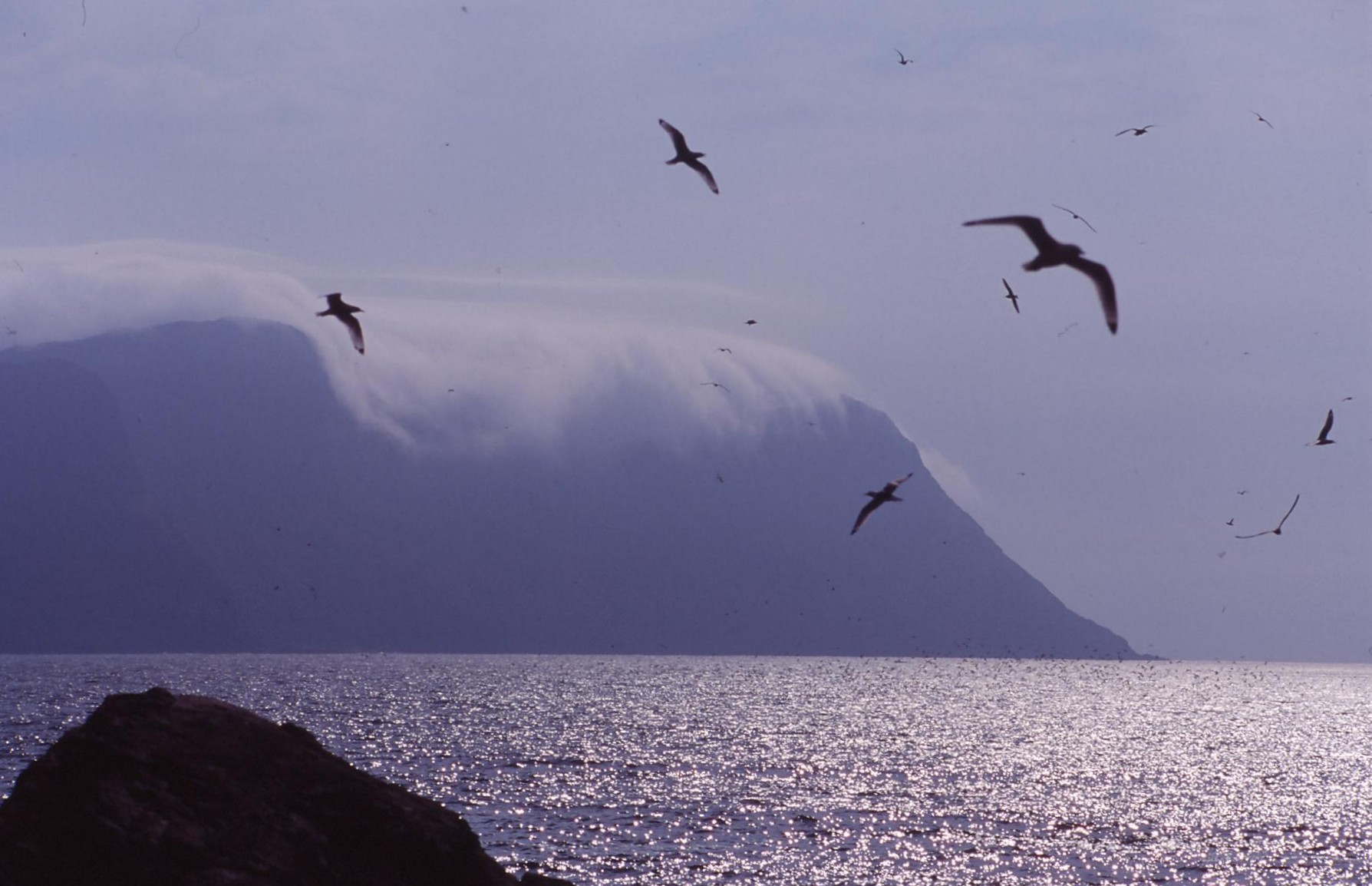
Stad gezien vanuit Runde

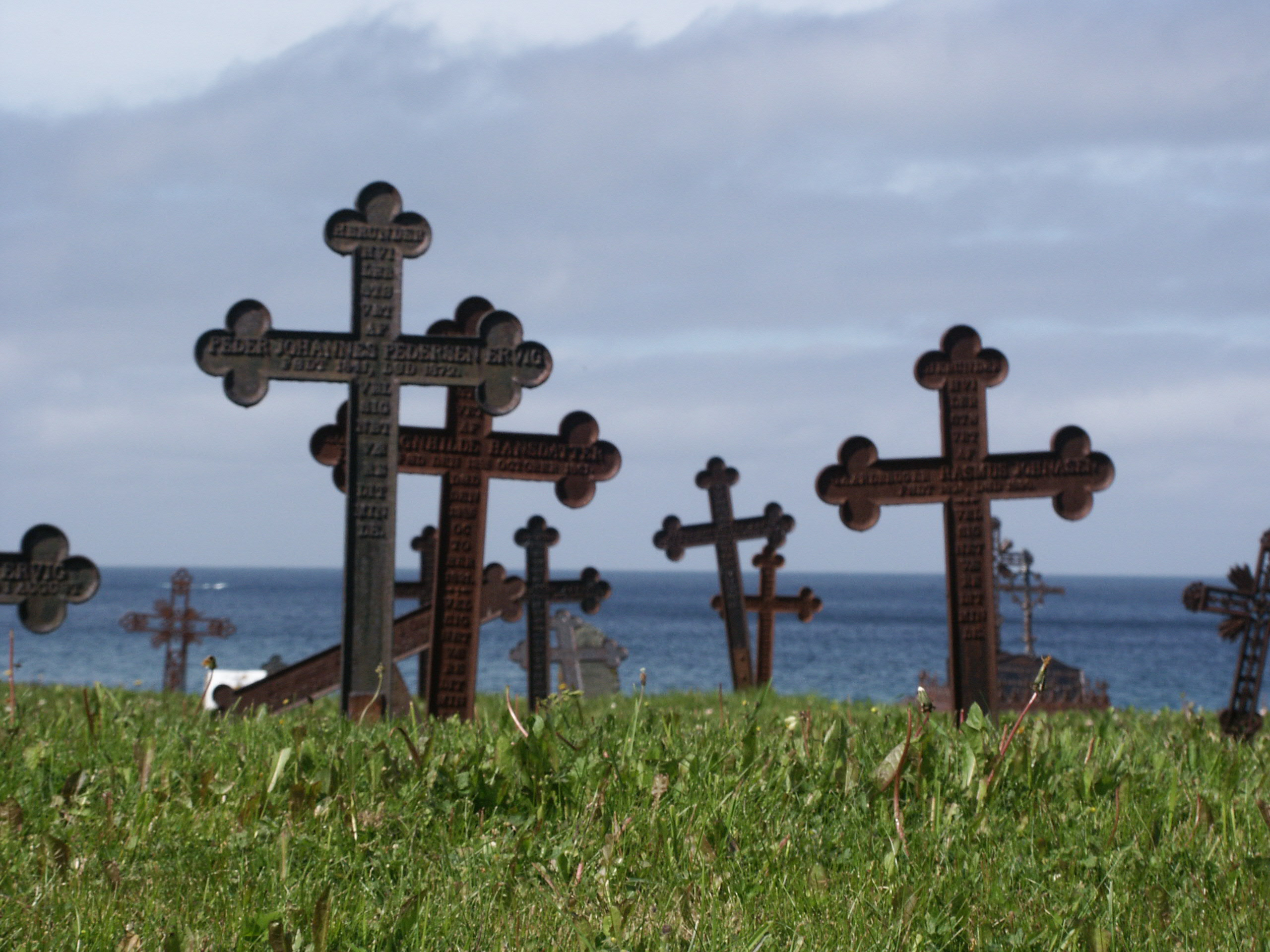
Begraafplaats in Ervik, een gehucht op Stad

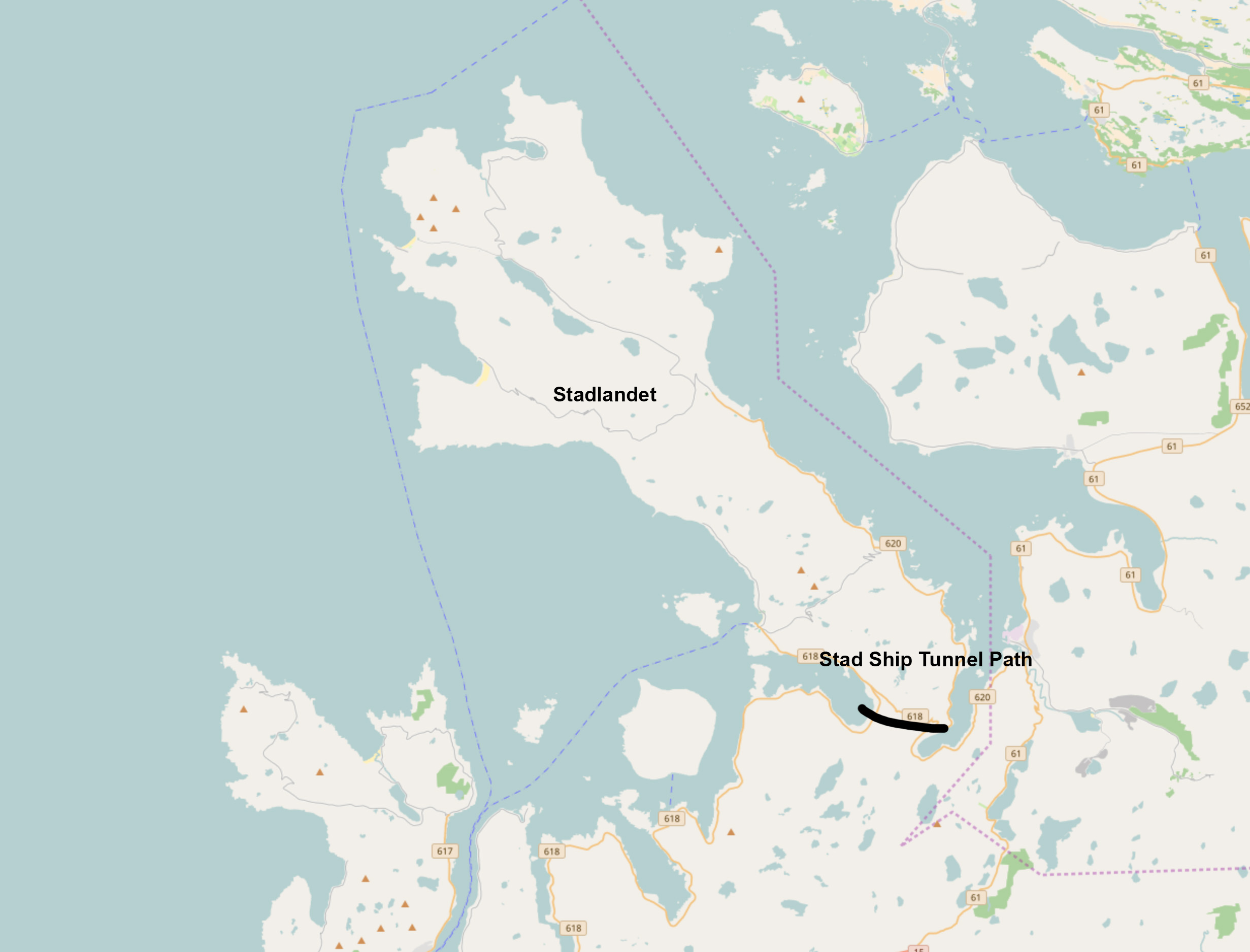
De route van de geplande scheepstunnel

Stad, ook wel Stadt, Statt of Stadlandet genoemd, is een schiereiland aan de westkust van Noorwegen. Het is het westelijkste punt van het Noorse vasteland en staat berucht om de extreem slechte weersomstandigheden, die veel scheepsongelukken veroorzaken. Er zijn vergevorderde plannen om een tunnel voor schepen dwars door het schiereiland te bouwen. 
In het Oudnoors stond het schiereiland bekend als Staðr ("dat wat overeindstaat"). Bij Nederlandse zeevaarders stond het in vroeger eeuwen bekend als Statenland. Op Nederlandse kaarten uit de zestiende en zeventiende eeuw wordt het schiereiland Stadt of Statt genoemd. Deze Nederlandse benaming zou de huidige Noorse kunnen hebben beïnvloed. 

## Beschrijving
Stad ligt in de gemeente Selje in het uiterste noordwesten van de provincie Sogn og Fjordane. Het heeft 1005 inwoners (2008). Het bergplateau Kjerringa aan het noordelijke uiteinde van het schiereiland torent 497 meter boven zeeniveau en wordt sinds de jaren 1980 ook wel Vestkapp (Westkaap) genoemd om toeristen aan te trekken. Er staat een café met souvenirwinkel en uitkijkstoren. Het Noors meteorologisch instituut heeft hier sinds 2009 een radarstation.
De zee rond het schiereiland wordt gezien als een van de gevaarlijkste stukken van de Noorse kust. Het gebied staat berucht om de extreem slechte weersomstandigheden, met hoge windsnelheden, hoge golven, mist en sterke zeestromingen rond het schiereiland. Er zijn 50 tot 60 stormachtige dagen per jaar rond Stad. Dit maakt het gebied gevaarlijk voor scheepvaart maar ook interessant voor bijvoorbeeld windmolenparken.
Al in de tijd van de Vikingen was de slechte zee rond Stad een probleem. Midden op het eiland is een soort weg (dragseid) over het schiereiland van Leikanger in het noorden naar Drage in het zuiden. De Vikingen sleepten hier hun schepen over het schiereiland om zo niet over de gevaarlijke zee rond Stad te hoeven varen.
Er zijn al 130 jaar plannen om een tunnel voor schepen door het schiereiland te bouwen, de eerste tunnel voor schepen ter wereld. Deze tunnel van 1,8 km zou schepen tot 33 meter hoog, 21,5 meter breed en 12 meter diepgang aankunnen. De kosten voor de tunnel zijn berekend op 1,7 miljard kronen (2008). De plannen worden momenteel overwogen door de Noorse overheid.
De veerdienst Hurtigruten vaart langs het schiereiland. Op 30 september 1943 werd bij het gehucht Ervik een van de veerboten van de Hurtigruten, de D/S Sanct Svithun, per abuis tot zinken gebracht door een aanval van Britse oorlogsvliegtuigen. De plaatselijke bevolking probeerde met bootjes de passagiers en bemanning te redden. In totaal kwamen 43 Noren en 10 tot 20 Duitsers om. De scheepsklok van de Sanct Svithun hangt nu in de kapel van Ervik.
Op Stad werden in 997 vier provincies (fylker) door koning Olav Tryggvason gedwongen om zich tot het christendom te bekeren. Een gedenkteken herinnert aan deze gebeurtenis, die ook bijna jaarlijks wordt nagespeeld in het zogenaamde Dragseidspel.
Aan de zuidwestkant van Stad ligt het eilandje Selja, dat bekend is als pelgrimsoord. Volgens de overlevering landde de heilige Sunniva op het eiland in de 10e eeuw en stierf er een martelaarsdood. In de 11e eeuw werd er een klooster gebouwd en was het de eerste zetel van de bisschop van West-Noorwegen.